# Nati nel 1993/Giugno
| Questa pagina contiene informazioni ricavate automaticamente dalle voci biografiche con l'ausilio del template Bio e di un bot. L'aggiornamento è periodico e automatico e ricostruisce completamente la pagina. Se manca una persona in questa lista, sei pregato di non aggiungerla, ma accertati piuttosto che la sua voce biografica contenga il template Bio e che i dati anagrafici siano correttamente compilati. Se il template Bio manca, inseriscilo tu stesso o, in alternativa, metti l'avviso {{tmp\|Bio}} che ne segnala la mancanza. Se i dati riportati sono sbagliati, correggi direttamente la voce biografica; le modifiche saranno visibili in questa lista entro pochi giorni. Per chiarimenti vedi il progetto biografie. La lista contiene solo le 493 persone che sono citate nell'enciclopedia e per le quali è stato implementato correttamente il template Bio. Pagina aggiornata al 18 ago 2025. |

- 1º giugno - Martin Bakole, pugile della Repubblica Democratica del Congo
- 1º giugno - Allison Beveridge, ex pistard e ciclista su strada canadese
- 1º giugno - Raban Bieling, attore tedesco
- 1º giugno - Buba Camara, calciatore guineano
- 1º giugno - Reshanda Gray, cestista statunitense
- 1º giugno - Artëm Komolov, cestista russo
- 1º giugno - Jacopo Lahbi, mezzofondista italiano
- 1º giugno - Kelvin Mateus de Oliveira, calciatore brasiliano
- 1º giugno - Miguel Medina, calciatore paraguaiano
- 1º giugno - Mauroudīs Mpougaïdīs, calciatore greco
- 1º giugno - Johnny O'Bryant, cestista statunitense
- 1º giugno - Mercedes Ron, scrittrice spagnola
- 1º giugno - George Saville, calciatore inglese
- 1º giugno - P.J. Williams, giocatore di football americano statunitense
- 2 giugno - Davide Agazzi, calciatore italiano
- 2 giugno - Mustafa Al-Bassas, calciatore saudita
- 2 giugno - Alex Garcia Mendoza, judoka cubano
- 2 giugno - Matěj Hanousek, calciatore ceco
- 2 giugno - Peter Haring, calciatore austriaco
- 2 giugno - Harry Hudson, cantautore statunitense
- 2 giugno - Laura Ledesma, attrice e cantante spagnola
- 2 giugno - Yuki Miyazawa, cestista giapponese
- 2 giugno - Abedin Mujezinović, mezzofondista bosniaco
- 2 giugno - Billel Omrani, calciatore algerino
- 2 giugno - Francesca Peppucci, politica italiana
- 2 giugno - Patrick Rakovsky, calciatore tedesco
- 2 giugno - Higor, calciatore brasiliano
- 2 giugno - Melis Sezer, tennista turca
- 2 giugno - Tiago Silva, calciatore portoghese
- 2 giugno - Lukas Spendlhofer, calciatore austriaco
- 2 giugno - Adam Taggart, calciatore australiano
- 2 giugno - Julie Van De Velde, ciclista su strada belga
- 2 giugno - Wang Shangyuan, calciatore cinese
- 2 giugno - Annie Winquist, ex sciatrice alpina norvegese
- 2 giugno - Fadi Zidan, calciatore israeliano
- 3 giugno - Silvije Begić, calciatore croato
- 3 giugno - Sean Berdy, attore statunitense
- 3 giugno - Manuel Cabit, ex calciatore francese
- 3 giugno - Josh Carson, calciatore nordirlandese
- 3 giugno - Karim Coulibaly, calciatore senegalese
- 3 giugno - Denny Deanesi, hockeista su ghiaccio e allenatore di hockey su ghiaccio|Epoca= 2000 italiano
- 3 giugno - Christian Diener, nuotatore tedesco
- 3 giugno - Paul Gabrillagues, rugbista a 15 francese
- 3 giugno - Sabrina Gonzalez Pasterski, fisica statunitense
- 3 giugno - Nils Grandelius, scacchista svedese
- 3 giugno - Olena Kolesničenko, ostacolista ucraina
- 3 giugno - Jonathan Lastra, ciclista su strada e ciclocrossista spagnolo
- 3 giugno - Giulia Liboà, lunghista italiana
- 3 giugno - Florian Marino, pilota motociclistico francese
- 3 giugno - Alex Murphy, cestista statunitense
- 3 giugno - Bill Nicholls, calciatore vanuatuano
- 3 giugno - Ike Nwamu, cestista statunitense
- 3 giugno - John Oyemba, calciatore keniota
- 3 giugno - Otto Porter, ex cestista statunitense
- 3 giugno - Nicholas Quinn, nuotatore irlandese
- 3 giugno - Andrés Rentería, calciatore colombiano
- 3 giugno - Valentina Ricca, hockeista su ghiaccio italiana
- 3 giugno - Ståle Sandbech, snowboarder norvegese
- 3 giugno - Andrea Santarelli, schermidore italiano
- 3 giugno - Boris Vallée, ex ciclista su strada belga
- 3 giugno - Daniel Wagner, atleta paralimpico e snowboarder danese
- 4 giugno - Lucas Diarte, calciatore argentino
- 4 giugno - Jaime Fernández Bernabé, cestista spagnolo
- 4 giugno - Sead Hajrović, calciatore svizzero
- 4 giugno - Jonathan Huberdeau, hockeista su ghiaccio canadese
- 4 giugno - Juan Iturbe, calciatore argentino
- 4 giugno - Levan Matiashvili, judoka georgiano
- 4 giugno - Michael Gonçalves Pinto, calciatore portoghese
- 4 giugno - Sami Panico, rugbista a 15 italiano
- 4 giugno - Aaron Russell, pallavolista statunitense
- 4 giugno - Julija Stamatova, tennista bulgara
- 4 giugno - Maggie Steffens, pallanuotista statunitense
- 4 giugno - Hannah Grace, cantautrice gallese
- 5 giugno - DeVaughn Akoon-Purcell, cestista statunitense
- 5 giugno - Ludovico Basso, ex cestista svizzero
- 5 giugno - Guglielmo Bosca, sciatore alpino italiano
- 5 giugno - Ahmed El Sharaby, karateka italiano
- 5 giugno - Laura Giuliani, calciatrice italiana
- 5 giugno - Filippo Gorrieri, ex cestista italiano
- 5 giugno - Sergio Herrera Pirón, calciatore spagnolo
- 5 giugno - Damontae Kazee, giocatore di football americano statunitense
- 5 giugno - Thomas Krief, sciatore freestyle francese
- 5 giugno - Royce O'Neale, cestista statunitense
- 5 giugno - Sabína Oroszová, cestista slovacca
- 5 giugno - Tetjana Petrova, sciatrice freestyle ucraina
- 5 giugno - Gregory Petty, pallavolista statunitense
- 5 giugno - Cándido Ramírez, calciatore messicano
- 5 giugno - Valeria Rees, modella costaricana
- 5 giugno - Alina Rotaru-Kottmann, lunghista rumena
- 5 giugno - Seif Samir, cestista egiziano
- 5 giugno - Mario Sanzullo, nuotatore italiano
- 5 giugno - Mihajlo Stanković, pallavolista serbo
- 5 giugno - Maria Thorisdottir, calciatrice norvegese
- 5 giugno - Roger Tuivasa-Sheck, rugbista a 13 e ex rugbista a 15 neozelandese
- 6 giugno - Alba August, attrice danese
- 6 giugno - Jesse Carere, attore canadese
- 6 giugno - Igor Ćuković, calciatore montenegrino
- 6 giugno - Aisling Franciosi, attrice irlandese
- 6 giugno - Frida Gustavsson, modella e attrice svedese
- 6 giugno - Andrine Hegerberg, ex calciatrice norvegese
- 6 giugno - Kong Fanyu, sciatrice freestyle cinese
- 6 giugno - Lóránt Kovács, calciatore rumeno
- 6 giugno - Alex Laurent, cestista lussemburghese
- 6 giugno - Sebastián Martínez, calciatore cileno
- 6 giugno - Vic Mensa, rapper statunitense
- 6 giugno - John Noble, calciatore nigeriano
- 6 giugno - Eze Vincent Okeuhie, ex calciatore nigeriano
- 6 giugno - Viviana Vizzini, modella italiana
- 6 giugno - Euphelma Choden Wangchuck, principessa bhutanese
- 6 giugno - Rosie White, calciatrice neozelandese
- 6 giugno - Marc Zardini, giocatore di curling svizzero
- 7 giugno - George Ezra, cantautore e chitarrista britannico
- 7 giugno - Jordan Fry, attore statunitense
- 7 giugno - Roberto Garcés, calciatore ecuadoriano
- 7 giugno - Danuel House, cestista statunitense
- 7 giugno - Nikola Janković, calciatore serbo
- 7 giugno - Florian Kahllund, arciere tedesco
- 7 giugno - Nicole Kang, attrice statunitense
- 7 giugno - Gaëtan Karlen, calciatore svizzero
- 7 giugno - Swae Lee, rapper, cantante e produttore discografico statunitense
- 7 giugno - Amanda Leighton, attrice e ballerina statunitense
- 7 giugno - Eduardo Antônio Machado Teixeira, calciatore brasiliano
- 7 giugno - Konstantin Minin, taekwondoka russo
- 7 giugno - Elifcan Ongurlar, attrice turca
- 7 giugno - Park Ji-yeon, cantante e attrice sudcoreana
- 7 giugno - Frederik Rungby, cestista danese
- 7 giugno - Marko Vukčević, calciatore montenegrino
- 8 giugno - Masego, cantante e produttore discografico statunitense
- 8 giugno - Amadou Dia, calciatore francese
- 8 giugno - Welinton Júnior, calciatore brasiliano
- 8 giugno - Anna Grejman, pallavolista polacca
- 8 giugno - Abdelrafik Gérard, calciatore francese
- 8 giugno - Kadeem Harris, calciatore inglese
- 8 giugno - Xavier Johnson, cestista statunitense
- 8 giugno - Edisson Jordanov, calciatore bulgaro
- 8 giugno - Arsid Kruja, calciatore albanese
- 8 giugno - Álex Moreno, calciatore spagnolo
- 8 giugno - Landry N'Gala, giocatore di calcio a 5 francese
- 8 giugno - Luca Paganini, calciatore italiano
- 8 giugno - Carlo Pedersoli Jr., artista marziale misto italiano
- 8 giugno - Gerald Phiri Jr., ex calciatore malawiano
- 8 giugno - Matt Polster, calciatore statunitense
- 8 giugno - DeAnna Price, martellista statunitense
- 8 giugno - Ashley Spencer, ostacolista e velocista statunitense
- 9 giugno - Dmitrij Arapov, calciatore russo
- 9 giugno - Maria Beatrice Benvenuti, arbitro di rugby a 15 italiana
- 9 giugno - Lidia Buble, cantante rumena
- 9 giugno - Shaun Byrne, calciatore scozzese
- 9 giugno - Danielle Chuchran, attrice statunitense
- 9 giugno - Sékou Condé, calciatore guineano
- 9 giugno - Alexa Dannemiller, ex pallavolista statunitense
- 9 giugno - Jean Deza, calciatore peruviano
- 9 giugno - Jordan Dickerson, ex cestista statunitense
- 9 giugno - Amrit Kaur, attrice, produttrice cinematografica e sceneggiatrice canadese
- 9 giugno - Guillaume Martin, ciclista su strada francese
- 9 giugno - Gunnar Ólafsson, cestista islandese
- 9 giugno - Nemani Roqara, calciatore e giocatore di calcio a 5 vanuatuano
- 9 giugno - Youssef Shousha, cestista egiziano
- 9 giugno - Peter Žulj, calciatore austriaco
- 10 giugno - Vincent Bezecourt, calciatore francese
- 10 giugno - Isabel Di Tella, schermitrice argentina
- 10 giugno - Dessislava Eva Dupuy, calciatrice bulgara
- 10 giugno - Dolores Gallardo, calciatrice spagnola
- 10 giugno - Mo Hamdaoui, calciatore olandese
- 10 giugno - Adama Jammeh, velocista gambiano
- 10 giugno - Ladina Jenny, snowboarder svizzera
- 10 giugno - Jeoffrey Pagan, giocatore di football americano statunitense
- 10 giugno - Ariel Massengale, ex cestista statunitense
- 10 giugno - Scott McLaughlin, pilota automobilistico neozelandese
- 10 giugno - Brian Montenegro, calciatore paraguaiano
- 10 giugno - Emil Pálsson, ex calciatore islandese
- 10 giugno - Ytalo Perea, pugile ecuadoriano
- 10 giugno - Jonás Ramalho, calciatore spagnolo
- 10 giugno - Marc Sarreau, ex ciclista su strada francese
- 10 giugno - Georgi Seganov, pallavolista bulgaro
- 10 giugno - Shevon Thompson, cestista giamaicano
- 10 giugno - Bria Vinaite, attrice lituana
- 11 giugno - Nicolás Albarracín, calciatore uruguaiano
- 11 giugno - Ouasim Bouy, ex calciatore olandese
- 11 giugno - Brittany Boyd, ex cestista e allenatrice di pallacanestro statunitense
- 11 giugno - Daniel Flaherty, attore statunitense
- 11 giugno - Lema Mabidi, calciatore congolese (Repubblica Democratica del Congo)
- 11 giugno - Helibelton Palacios, calciatore colombiano
- 11 giugno - Yassine Rachik, maratoneta e mezzofondista italiano
- 11 giugno - Kwagga Smith, rugbista a 15 sudafricano
- 11 giugno - Denz, rapper svedese
- 11 giugno - Nomaris Vélez, pallavolista portoricana
- 12 giugno - Mohad Abdikadar Sheik Ali, mezzofondista italiano
- 12 giugno - Junrey Balawing, filippino († 2020)
- 12 giugno - Sven Braken, calciatore olandese
- 12 giugno - Tomás Granitto, calciatore salvadoregno
- 12 giugno - Ridgeciano Haps, calciatore surinamese
- 12 giugno - Abdulla Yusuf Helal, calciatore bahreinita
- 12 giugno - Robbie Henshaw, rugbista a 15 irlandese
- 12 giugno - Vladimir Kozak, calciatore uzbeko
- 12 giugno - Junior Makiesse, calciatore congolese (Repubblica del Congo)
- 12 giugno - Marko Mugoša, cestista montenegrino
- 12 giugno - Scott Rhein, pallavolista statunitense
- 12 giugno - Dave Romney, calciatore statunitense
- 12 giugno - Jeannette Yango, calciatrice camerunese
- 12 giugno - Aleksandr Zacharov, cestista russo
- 13 giugno - Serhij Bolbat, calciatore ucraino
- 13 giugno - Jack Burnell, ex nuotatore britannico
- 13 giugno - Mitko Cenov, siepista e mezzofondista bulgaro
- 13 giugno - Lukas Dauser, ginnasta tedesco
- 13 giugno - Mark Flekken, calciatore olandese
- 13 giugno - Luis Cesar Fraiz, ex calciatore panamense
- 13 giugno - William Frantzen, ex calciatore norvegese
- 13 giugno - Milan Jevtović, calciatore serbo
- 13 giugno - Fabienne Kocher, judoka svizzera
- 13 giugno - Gonzalo Nicolás Martínez, calciatore argentino
- 13 giugno - Matías Molina, calciatore argentino
- 13 giugno - Thomas Partey, calciatore ghanese
- 13 giugno - Sebastiano Poma, ex giocatore di baseball italiano
- 13 giugno - Szymon Pośnik, canottiere polacco
- 13 giugno - Francesco Rossi, hockeista su pista italiano
- 13 giugno - Simona Senoner, saltatrice con gli sci italiana († 2011)
- 13 giugno - Denïs Ten, pattinatore artistico su ghiaccio kazako († 2018)
- 13 giugno - Theofanīs Tzandarīs, calciatore greco
- 13 giugno - Nuno Campos, calciatore portoghese
- 13 giugno - Max Walscheid, ciclista su strada tedesco
- 13 giugno - Kajrat Žyrgalbek uulu, calciatore kirghiso
- 14 giugno - Raphael Andergassen, hockeista su ghiaccio italiano
- 14 giugno - Frank Clark, giocatore di football americano statunitense
- 14 giugno - Daphné Corboz, calciatrice statunitense
- 14 giugno - Angelo Esposito, rugbista a 15 italiano
- 14 giugno - Toni Finsterbusch, pilota motociclistico tedesco
- 14 giugno - Philip Jalalpoor, cestista tedesco
- 14 giugno - George Kambosos Jr., pugile australiano
- 14 giugno - Gunna, rapper statunitense
- 14 giugno - Ryan McCartan, attore e cantante statunitense
- 14 giugno - Callum McGregor, calciatore scozzese
- 14 giugno - Filip Rogić, calciatore svedese
- 14 giugno - Trai Turner, giocatore di football americano statunitense
- 14 giugno - Thomas Ulimwengu, calciatore tanzaniano
- 14 giugno - Sammy Watkins, giocatore di football americano statunitense
- 15 giugno - Jay Ajayi, ex giocatore di football americano inglese
- 15 giugno - Tony Alfaro, calciatore messicano
- 15 giugno - Kanna Arihara, cantante e attrice giapponese
- 15 giugno - Annie Barbazza, cantante e polistrumentista italiana
- 15 giugno - Matheus Bertotto, ex calciatore brasiliano
- 15 giugno - Sonoko Chiba, calciatrice giapponese
- 15 giugno - Matteo Chillo, cestista italiano
- 15 giugno - Irfan Hadžić, calciatore bosniaco
- 15 giugno - Brett Hundley, giocatore di football americano statunitense
- 15 giugno - Ihor Korsun, giocatore di calcio a 5 ucraino
- 15 giugno - Cooper Kupp, giocatore di football americano statunitense
- 15 giugno - Bewhy, rapper sudcoreano
- 15 giugno - Giulia Manzotti, cestista italiana
- 15 giugno - Carolina Marín, giocatrice di badminton spagnola
- 15 giugno - Green Montana, rapper belga
- 15 giugno - Luis Morgillo, calciatore venezuelano
- 15 giugno - Ferris N'Goma, calciatore francese
- 15 giugno - Nicola Pavan, calciatore italiano
- 15 giugno - Israel Puerto, calciatore spagnolo
- 15 giugno - Antōnīs Ranos, calciatore greco
- 15 giugno - Cody Saintgnue, attore e modello statunitense
- 15 giugno - Mandé Sayouba, calciatore ivoriano
- 15 giugno - Alex Silva Quiroga, calciatore uruguaiano
- 15 giugno - Tang Weixing, goista cinese
- 15 giugno - Desley Ubbink, calciatore olandese
- 15 giugno - Aaron Valdes, cestista statunitense
- 15 giugno - Arman Zangeneh, cestista iraniano
- 16 giugno - Lucas Chacana, calciatore argentino
- 16 giugno - Hugo Dellien, tennista boliviano
- 16 giugno - Simon Kroon, ex calciatore svedese
- 16 giugno - Alex Len', cestista ucraino
- 16 giugno - Liu Binbin, calciatore cinese
- 16 giugno - Nuha Marong, calciatore spagnolo
- 16 giugno - Mónica Mendes, ex calciatrice portoghese
- 16 giugno - Chris Moore, giocatore di football americano statunitense
- 16 giugno - Adam Morong, calciatore slovacco
- 16 giugno - Krystal Murray, rugbista a 15 neozelandese
- 16 giugno - Gnash, cantautore, musicista e rapper statunitense
- 16 giugno - Adama Niane, calciatore maliano
- 16 giugno - Park Bo-gum, attore sudcoreano
- 16 giugno - T.J. Price, ex cestista statunitense
- 16 giugno - Renzo Saravia, calciatore argentino
- 16 giugno - Wesley Saunders, cestista statunitense
- 16 giugno - Daichi Tagami, calciatore giapponese
- 16 giugno - Quinton Upshur, ex cestista statunitense
- 16 giugno - Halapoulivaati Vaitai, giocatore di football americano statunitense
- 16 giugno - Guillem Vives, cestista spagnolo
- 16 giugno - Zé Rafael, calciatore brasiliano
- 16 giugno - Andrew White, cestista statunitense
- 17 giugno - Jak Alnwick, calciatore inglese
- 17 giugno - Jamison Crowder, giocatore di football americano statunitense
- 17 giugno - Filippo Fiammenghi, giocatore di football americano italiano
- 17 giugno - Martin Kříž, cestista ceco
- 17 giugno - Nikita Kucherov, hockeista su ghiaccio russo
- 17 giugno - Shaq Lawson, giocatore di football americano statunitense
- 17 giugno - Will Magarity, ex cestista svedese
- 17 giugno - Vjačeslav Minin, taekwondoka russo
- 17 giugno - Georges Niang, cestista statunitense
- 17 giugno - James Oram, ex ciclista su strada neozelandese
- 17 giugno - Vladyslav Rykov, aviatore e militare ucraino († 2024)
- 17 giugno - Anna Rüh, discobola tedesca
- 17 giugno - Simon Silverholt, calciatore svedese
- 17 giugno - Rebekah Stott, calciatrice neozelandese
- 17 giugno - Yoëll van Nieff, calciatore olandese
- 18 giugno - Federico Bruno, mezzofondista argentino
- 18 giugno - Ruslan Chadarkevič, calciatore bielorusso
- 18 giugno - Laura Deloose, calciatrice belga
- 18 giugno - Kellen Dunham, cestista statunitense
- 18 giugno - Tomáš Kyzlink, cestista ceco
- 18 giugno - Dennis Lloyd, cantautore, musicista e produttore discografico israeliano
- 18 giugno - Joyce Lomalisa, calciatore della Repubblica Democratica del Congo
- 18 giugno - Gianluca Marchetti, cestista italiano
- 18 giugno - Lois Roche, calciatrice britannica
- 18 giugno - Marcel Schouten, nuotatore olandese
- 19 giugno - Lisa Alborghetti, ex calciatrice italiana
- 19 giugno - Artūras Gudaitis, cestista lituano
- 19 giugno - Dallas Jaye, ex calciatore statunitense
- 19 giugno - Melvin Johnson, cestista statunitense
- 19 giugno - Justin Moss, cestista statunitense
- 19 giugno - KSI, youtuber, rapper e comico britannico
- 19 giugno - Marina Rjavkina, cestista russa
- 19 giugno - Mamadassa Sylla, lottatore francese
- 20 giugno - Francis Benjamin, ex calciatore nigeriano
- 20 giugno - Benji & Fede, cantante italiano
- 20 giugno - Cristian Bonilla, ex calciatore colombiano
- 20 giugno - Luke Cowan-Dickie, rugbista a 15 britannico
- 20 giugno - Giacomo Dal Pian, hockeista su ghiaccio svizzero
- 20 giugno - Rafa Gálvez, calciatore spagnolo
- 20 giugno - Thomas Hobi, calciatore liechtensteinese
- 20 giugno - Samuel Holt, pallavolista statunitense
- 20 giugno - İrem Karamete, schermitrice turca
- 20 giugno - Sead Kolašinac, calciatore bosniaco
- 20 giugno - Ricki Lamie, calciatore scozzese
- 20 giugno - Marco Lorenzi, velocista italiano
- 20 giugno - Đorđe Milošević, cestista serbo
- 20 giugno - Maxime Pauty, schermidore francese
- 20 giugno - Ahmed Refaat, calciatore egiziano († 2024)
- 20 giugno - Jacob Rinne, calciatore svedese
- 20 giugno - Eure Yáñez, altista venezuelano
- 21 giugno - Daniele Albergati, pallavolista italiano
- 21 giugno - Caroline Brasch Nielsen, modella danese
- 21 giugno - Martina Carraro, nuotatrice italiana
- 21 giugno - Two Feet, cantante e produttore discografico statunitense
- 21 giugno - Dylan Groenewegen, ciclista su strada olandese
- 21 giugno - Sebastian Jakubiak, calciatore tedesco
- 21 giugno - Erik Janža, calciatore sloveno
- 21 giugno - Luis Loroña, calciatore messicano
- 21 giugno - Roben Nsue, calciatore equatoguineano
- 21 giugno - Matej Palčič, ex calciatore sloveno
- 21 giugno - Reni Takagi, cantante, attrice e modella giapponese
- 21 giugno - Luca Verna, calciatore italiano
- 21 giugno - Zhang Yaoguang, lunghista cinese
- 21 giugno - Sinem Ünsal, attrice turca
- 22 giugno - Jonathan Augustin-Fairell, cestista statunitense
- 22 giugno - Elena Coletti, canottiera italiana
- 22 giugno - Mory Diaw, calciatore senegalese
- 22 giugno - Dar'ja Dmitrieva, ex ginnasta russa
- 22 giugno - Loris Karius, calciatore tedesco
- 22 giugno - Dominik Kun, calciatore polacco
- 22 giugno - Ginevra, cantautrice italiana
- 22 giugno - Reziuan Mirzov, calciatore russo
- 22 giugno - Danny Ward, calciatore gallese
- 23 giugno - Tim Anderson, giocatore di baseball statunitense
- 23 giugno - Péter Bakosi, altista ungherese
- 23 giugno - Victor Luis, calciatore brasiliano
- 23 giugno - Cheick Alan Diarra, calciatore francese
- 23 giugno - Aarón Guillén, calciatore messicano
- 23 giugno - Mikael Hopkins, cestista statunitense
- 23 giugno - Michelle Jenneke, ostacolista australiana
- 23 giugno - Delaossa, rapper spagnolo
- 23 giugno - Daniel Santos Martins, ex calciatore portoghese
- 23 giugno - Ulises Segura, calciatore costaricano
- 23 giugno - Irene Siragusa, velocista italiana
- 23 giugno - Donovan Smith, giocatore di football americano statunitense
- 23 giugno - Roman Svičkar, schermidore ucraino
- 23 giugno - Aziz Sydykov, calciatore kirghiso
- 23 giugno - Bruno Volpi, calciatore argentino
- 23 giugno - Eric Washington, cestista statunitense
- 23 giugno - Elizabeth Williams, cestista statunitense
- 23 giugno - Therica Wilson-Read, attrice britannica
- 24 giugno - Apóstolos Angelís, fondista e biatleta greco
- 24 giugno - Jordan Botaka, calciatore congolese (Repubblica Democratica del Congo)
- 24 giugno - Adam Deja, calciatore polacco
- 24 giugno - Hasanboy Dusmatov, pugile uzbeko
- 24 giugno - Beanie Feldstein, attrice statunitense
- 24 giugno - Il Volo, tenore italiano
- 24 giugno - Tommy Maistrello, calciatore italiano
- 24 giugno - Brandon Maïsano, ex pilota automobilistico francese
- 24 giugno - Brian McLaughlin, sciatore alpino statunitense
- 24 giugno - Justin Mengolo, calciatore camerunese
- 24 giugno - Stina Nilsson, ex biatleta e ex fondista svedese
- 24 giugno - Jakub Pešek, calciatore ceco
- 24 giugno - Heidy Rodríguez, ex pallavolista cubana
- 24 giugno - Antoine Warnier, ex ciclista su strada belga
- 24 giugno - Lydia West, attrice britannica
- 25 giugno - Sercho, cantante italiano
- 25 giugno - Cruz Cafuné, rapper spagnolo
- 25 giugno - Amaury Capiot, ciclista su strada belga
- 25 giugno - Ivan Cjupa, calciatore ucraino
- 25 giugno - Barney Clark, attore britannico
- 25 giugno - Tobias Haug, ex combinatista nordico tedesco
- 25 giugno - Jonas Koch, ciclista su strada tedesco
- 25 giugno - Jevhen Martynenko, calciatore ucraino
- 25 giugno - Kevin Punter, cestista statunitense
- 25 giugno - Kabelo Seakanyeng, calciatore botswano
- 25 giugno - Dylan Walczyk, sciatore freestyle statunitense
- 25 giugno - Jamie Walker, calciatore scozzese
- 25 giugno - Daiki Watari, calciatore giapponese
- 25 giugno - Kevin White, giocatore di football americano statunitense
- 25 giugno - Hugues Fabrice Zango, triplista burkinabé
- 25 giugno - Alisson Castro, calciatore brasiliano
- 26 giugno - Jan Baránek, ex calciatore ceco
- 26 giugno - Alan Chubecov, judoka russo
- 26 giugno - Mahmoud Eid, calciatore palestinese
- 26 giugno - Ayoub El Kaabi, calciatore marocchino
- 26 giugno - Marco Firenze, calciatore italiano
- 26 giugno - Ariana Grande, cantautrice e attrice statunitense
- 26 giugno - Ernest Kakhobwe, calciatore malawiano
- 26 giugno - Jerson Malagón, calciatore colombiano
- 26 giugno - Daiana Mascanzoni, calciatrice italiana
- 26 giugno - Haby Niaré, taekwondoka francese
- 26 giugno - Aleksandar Okolić, pallavolista serbo
- 26 giugno - Hensley Paulina, velocista olandese
- 26 giugno - Elvis Prençi, calciatore albanese
- 26 giugno - Amanda Sampedro, ex calciatrice spagnola
- 26 giugno - Khiry Shelton, calciatore statunitense
- 26 giugno - Will Wood, cantautore, compositore e regista statunitense
- 27 giugno - Rejjie Snow, rapper e cantautore irlandese
- 27 giugno - Romane Bernies, cestista francese
- 27 giugno - Jonathan Campbell, ex calciatore statunitense
- 27 giugno - Maxence Danet-Fauvel, attore e modello francese
- 27 giugno - Joel Enarsson, calciatore svedese
- 27 giugno - Frances, cantante britannica
- 27 giugno - Gabriela Gunčíková, cantante ceca
- 27 giugno - Stephan Haukohl, cestista tedesco
- 27 giugno - Valentina Ivachnenko, tennista ucraina
- 27 giugno - Luís Rocha, calciatore portoghese
- 27 giugno - Edipo Rodríguez, calciatore dominicano
- 27 giugno - Enrico Rossi, giocatore di beach volley italiano
- 28 giugno - Bradley Beal, cestista statunitense
- 28 giugno - Mohamed Benkhemassa, calciatore algerino
- 28 giugno - Megan Campbell, calciatrice irlandese
- 28 giugno - Kristina Erman, ex calciatrice slovena
- 28 giugno - Dīmītrīs Froxylias, calciatore cipriota
- 28 giugno - Daniel Gastl, lottatore austriaco
- 28 giugno - Lorenzo Gonnelli, calciatore italiano
- 28 giugno - Jermaine Hylton, calciatore inglese
- 28 giugno - Lee Tae-ri, attore sudcoreano
- 28 giugno - Dario Morello, pugile italiano
- 28 giugno - Anastasios Mpakasetas, calciatore greco
- 28 giugno - Umut Nayir, calciatore turco
- 28 giugno - Arcadie Rusu, calciatore moldavo
- 29 giugno - Eray Ataseven, calciatore turco
- 29 giugno - Edi Baša, calciatore croato
- 29 giugno - Anthon Cassman, ex sciatore alpino svedese
- 29 giugno - Jordy van Deelen, calciatore olandese
- 29 giugno - Harrison Gilbertson, attore australiano
- 29 giugno - Lorenzo James Henrie, attore statunitense
- 29 giugno - David Houska, calciatore ceco
- 29 giugno - Gil Itzhak, calciatore israeliano
- 29 giugno - Fran Kirby, calciatrice inglese
- 29 giugno - Luise Kummer, biatleta tedesca
- 29 giugno - Ryūtarō Megumi, calciatore giapponese
- 29 giugno - Arnaud Moto, cestista camerunese
- 29 giugno - Søren Mussmann, ex calciatore danese
- 29 giugno - Pedro Nieves, pallavolista portoricano
- 29 giugno - Petrișor Petrescu, calciatore rumeno
- 29 giugno - Alonso Quintero, attore e cantante cileno
- 29 giugno - Jessa Rhodes, attrice pornografica statunitense
- 29 giugno - Lazar Rosić, calciatore serbo
- 29 giugno - Bilel Saidani, calciatore tunisino
- 29 giugno - George Sampson, ballerino inglese
- 29 giugno - Oliver Tree, cantautore e rapper statunitense
- 29 giugno - Pedro Pablo Velasco, calciatore ecuadoriano
- 29 giugno - Xie Pengfei, calciatore cinese
- 30 giugno - Jack Baldwin, calciatore inglese
- 30 giugno - Ivan Brikner, calciatore ucraino
- 30 giugno - Thomas Castella, calciatore svizzero
- 30 giugno - Aleksandr Evtušenko, ciclista su strada e pistard russo
- 30 giugno - Lazadi Fousséni, calciatore beninese
- 30 giugno - Zaine Francis-Angol, calciatore antiguo-barbudano
- 30 giugno - Mindaugas Kačinas, cestista lituano
- 30 giugno - Japhet Kipyegon Korir, ex maratoneta e ex mezzofondista keniota
- 30 giugno - Jacobo Kouffati, calciatore venezuelano
- 30 giugno - Nej, cantante francese
- 30 giugno - Fábio Virgínio de Lima, calciatore brasiliano
- 30 giugno - Alexander Ludwig, calciatore danese
- 30 giugno - Mato Miloš, calciatore croato
- 30 giugno - Stefano Moreo, calciatore italiano
- 30 giugno - Vasilīs Mpouzas, calciatore greco
- 30 giugno - Keita Nakamura, calciatore giapponese
- 30 giugno - Ljudmyla Naumenko, cestista ucraina
- 30 giugno - Pedro Pichardo, triplista cubano
- 30 giugno - Mirko Pigliacelli, calciatore italiano
- 30 giugno - Patrick Rastner, slittinista italiano
- 30 giugno - Medhanie Redie, calciatore eritreo
- 30 giugno - Trea Turner, giocatore di baseball statunitense